# Fànera

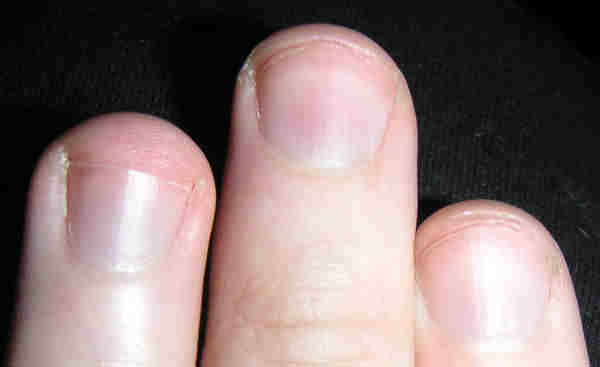
Ungles de la mà esquerra d'un home de 24 anys.

Les  fàneres  (l'adjectiu grec  φανέρα , phanérā: manifest, aparent) són estructures complementàries i visibles sobre la pell o que en sobresurten. Són fàneres les ungles i els pèls en els éssers humans i les plomes, peülles, escates i banyes en altres animals. Les fàneres, al costat de la pell, constitueixen en sistema integumentari. El terme es va reintroduir en francès el 1823 -  phanère  - a partir del grec.

## Composició
Les fàneres estan compostes en un alt percentatge per la proteïna anomenada queratina. Aquesta substància és molt rica en sofre i constitueix el component principal de les capes més externes de l'epidermis dels vertebrats i de les fàneres, òrgans derivats de l'ectoderma.

## Relació de fàneres

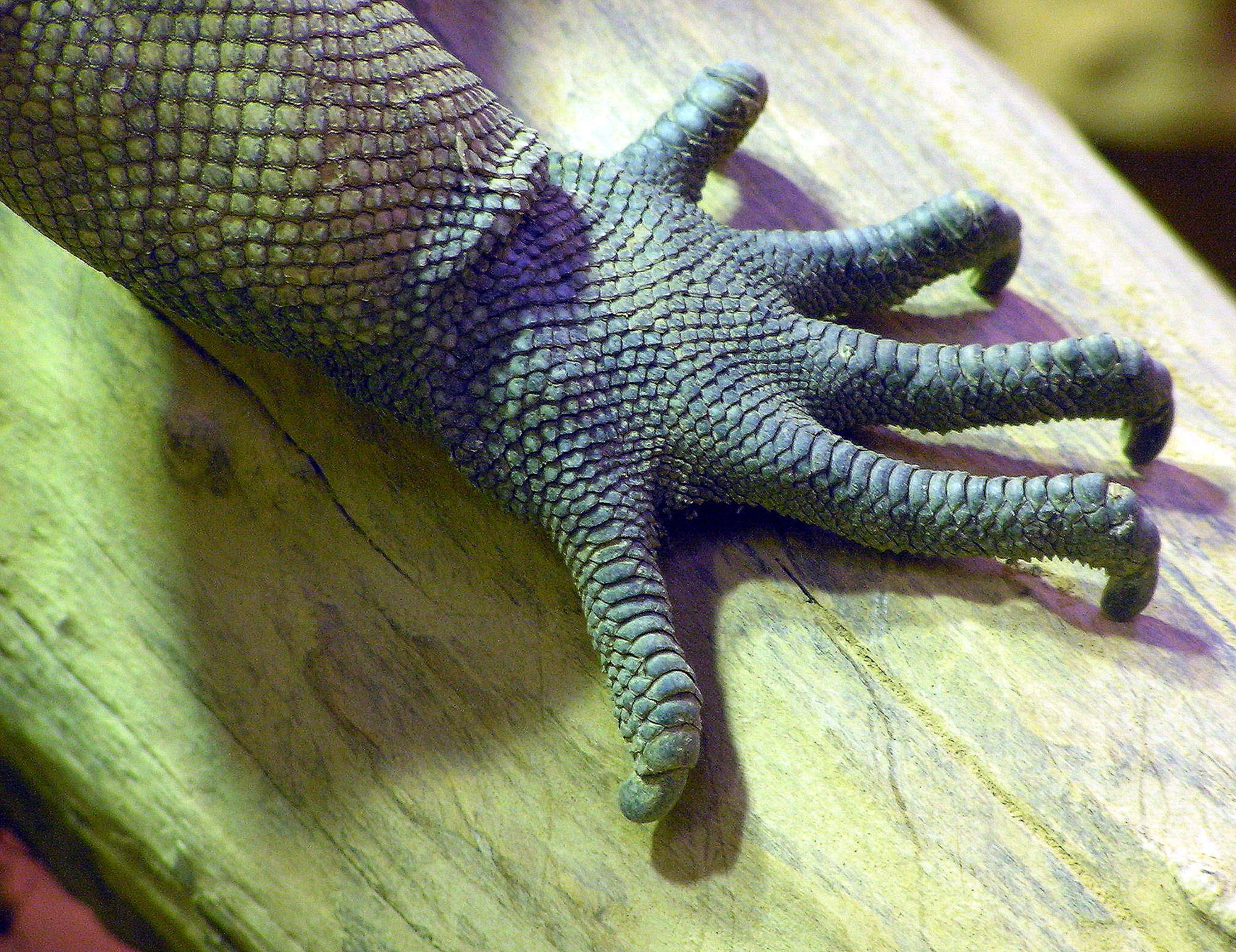
Escates i urpes d'una iguana.

- Escates - majoritàriament en rèptils, presents en aus i alguns mamífers
- Plomes - en aus
- Pèls - en mamífers
- Banyes
- Ungles
- Urpes
- Esperons en mascles d'espècies d'amfibis, l'òrgan perliforme en peixos són fàneres especialitzades (en ambdós casos ajuden en l'acoblament).
- Glàndules exocrines
  - Glàndules mucoses
  - Glàndules seroses
  - Glàndules sudorípares
  - Glàndules sebàcies
  - Glàndules ceruminoses - glàndules del canal de l'oïda que produeixen cerumen (una barreja de secrecions de les Glàndules sudorípares i les Glàndules sebàcies
  - Glàndules mamàries - són glàndules sudorípares dilatades i modificades.

## Funcions de les fàneres
Cada fanera té una funció determinada. Així les escates, plomes i pèl serveixen bàsicament com a recobriment i protecció tant per evitar agressions externes - temperatura, humitat, radiació solar - com per mantenir estable l'interior del cos protegit.
Les glàndules exocrines secreten substàncies que col·laboren en el manteniment de la impermeabilització, la temperatura, el grau d'humitat i la protecció enfront de paràsits i agents externs. Aquestes glàndules poden secretar verins o tòxics per defensar-se depredadors i també substàncies nutritives com les glàndules mamàries exclusives de mamífers.
Normalment les fàneres compleixen diverses funcions, així les plomes no sols protegeixen sinó que són fonamentals en el vol de les aus.
Fàneres com els banyes, les urpes i les escates poden complir funcions en la depredació, alimentació, reproducció i defensa.
Funcions del tegument
- Protecció: Barrera de protecció davant el medi extern, és la primera barrera immunitària.
- Hidratació: Intervé a evitar la dessecació o deshidratació. Els canvis de muda i pelamen s'adeqüen als canvis estacionals.
- Motilitat: permet el moviment, com en algunes larves d'invertebrats, que disposen de bandes de cilis i es poden moure en l'aigua.
- Mimetisme: permet camuflar, com en el cas de l'insecte pal.
- Nutrició: important a paràsits, com trematodos i cestodes, els quals absorbeixen nutrients a través del tegument.
- Respiració: la respiració cutània es dona en els amfibis, en el cas dels paràsits anteriorment citats l'absorció de nutrients inclou oxigen.
- Excreció: és el cas del suor - orina molt diluïda-que a més d'eliminar substàncies nocives també permet reduir la temperatura corporal.
- Paper diagnòstic: observant el seu aspecte es poden apreciar símptomes i diagnosticar malalties dermatològiques (lepra, sarna...). A més són un indicador de l'edat de l'individu.[2]
- Reproducció: són de gran importància en el seguici, car mitjançant la coloració del tegument i dels seus fàneres (com plomes, pèl) es reconeixen individus del sexe oposat mitjançant dimorfisme sexual. L'olor de les secrecions glandulars és determinant en la reproducció. També serveixen per a l'exclusió d'individus d'altres espècies diferents en alguns casos.